# Mycale bidentata
Mycale bidentata är en svampdjursart som först beskrevs av Arthur Dendy 1905.  Mycale bidentata ingår i släktet Mycale och familjen Mycalidae.
Artens utbredningsområde är Sri Lanka. Inga underarter finns listade i Catalogue of Life.